# Hammarsudd
Hammarsudd is een plaats in de gemeente Enköping in het landschap Uppland en de provincie Uppsala län in Zweden. De plaats heeft 56 inwoners (2005) en een oppervlakte van 29 hectare. Hammarsudd ligt op de punt van een schiereiland aan een baai van het Mälarmeer. Landinwaarts wordt de plaats voornamelijk omringd door bos. De stad Enköping ligt zo'n twintig kilometer ten westen van het dorp.